# Kontrollratsbefehl
Kontrollratsbefehle sind in den Jahren 1945 und 1946 in Ausübung der Besatzungsrechte der vier Hauptsiegermächte vom Alliierten Kontrollrat an ganz Deutschland gestellte Forderungen, die nicht in Form eines Gesetzes erfolgten.

## Liste der Kontrollratsbefehle (Auswahl)
- Befehl Nr. 1 vom 30. August 1945: Uniformverbot für ehemalige Wehrmachtangehörige[2]
- Befehl Nr. 2 vom 7. Januar 1946: Einziehung und Ablieferung von Waffen und Munition[3]
- Befehl Nr. 3  vom 17. Januar 1946: Registrier- und Arbeitspflicht für alle Personen im erwerbsfähigen Alter[4][5]
- Befehl Nr. 4  vom 13. Mai 1946: Einziehung von Literatur und Werken nationalsozialistischen und militaristischen Charakters[6][7]